# Alexander Miesen
Alexander Miesen (ur. 16 marca 1983 w Prüm w Niemczech) – belgijski polityk i samorządowiec, z wykształcenia prawnik, senator, w latach 2013–2014 i 2016–2019 przewodniczący Parlamentu Niemieckojęzycznej Wspólnoty Belgii.

## Życiorys
Pochodzi z przygranicznego belgijskiego miasta Hergersberg w prowincji Liège. Ukończył studia licencjackie z zakresu prawa. Zaangażował się w działalność Partei für Freiheit und Fortschritt, w latach 2009–2013 kierował partyjną młodzieżówką Jugend für Freiheit und Fortschritt. Od 2006 zasiada w radzie miejskiej Büllingen, został także doradcą politycznym senator Berni Collas i lokalnego ministra Bernda Gentgesa oraz pracownikiem parlamentarnej frakcji PFF. W latach 2012–2022 radny Parlamentu Niemieckojęzycznej Wspólnoty Belgii. W styczniu 2013 wybrany przewodniczącym tego gremium w miejsce zmarłego Ferdela Schrödera jako najmłodszy w historii. Po wyborach w 2014 utracił to stanowisko, został natomiast wiceprzewodniczącym i uzyskał delegację do federalnego Senatu (do 2016). Ponownie kierował legislatywą od września 2016 do maja 2019 (zastąpił go Karl-Heinz Lambertz). Po wyborach w 2019 ponownie delegowany do Senatu, powrócił na fotel wiceprzewodniczącego Parlamentu Niemieckojęzycznej Wspólnoty Belgii. W marcu 2022 z przyczyn osobistych zrezygnował z mandatu radnego parlamentarnego, pozostając jedynie w radzie miejskiej.
Kawaler Orderu Leopolda (2019).